# Saint-Félix (Aveyron)
Pour les articles homonymes, voir Saint-Félix.
Ancienne commune de l'Aveyron, la commune de Saint-Félix a été supprimée en 1830. Son territoire a été partagé entre les communes d'Anglars et de Rignac.